# Sada Perarih
Sada Perarih is een bestuurslaag in het regentschap Karo van de provincie Noord-Sumatra, Indonesië. Sada Perarih telt 1433 inwoners (volkstelling 2010).